# Главаце
Главаце су насељено мјесто у Лици. Припада граду Оточцу, у Личко-сењској жупанији, Република Хрватска.

## Географија
Главаце су удаљене око 7 км сјевероисточно од Оточца.

## Историја
Током рата у Хрватској, место се налазило на самој линији разграничења. У децембру 1991. године, српско становништво напушта Главаце пред Збором народне гарде.

## Становништво
Према попису из 1991. године, насеље Главаце је имало 289 становника, међу којима је било 265 Срба, 21 Хрвата и 3 осталих. Према попису становништва из 2001. године, Главаце је имало 24 становника. Главаце је према попису становништва из 2011. године имало 29 становника.
| Националност       | 1991. | 1981. | 1971. | 1961. |
| Срби               | 265   | 254   | 315   | 402   |
| Хрвати             | 21    | 24    | 37    | 51    |
| Југословени        |       | 13    | 5     |       |
| остали и непознато | 3     | 1     |       |       |
| Укупно             | 289   | 292   | 357   | 453   |

| Демографија | Демографија | Демографија |
| Година      | Становника  | Становника  |
| ----------- | ----------- | ----------- |
| 1961.       | 453         |             |
| 1971.       | 357         |             |
| 1981.       | 292         |             |
| 1991.       | 289         |             |
| 2001.       | 24          |             |
| 2011.       |             | 29          |

## Попис 1991.
На попису становништва 1991. године, насељено место Главаце је имало 289 становника, следећег националног састава:
| Попис 1991.‍  | Попис 1991.‍  | Попис 1991.‍ | Попис 1991.‍ | Попис 1991.‍ |
| ------------ | ------------ | ----------- | ----------- | ----------- |
|              |              |             |             |             |
| Срби         | Срби         |             | 265         | 91,69%      |
| Хрвати       | Хрвати       |             | 21          | 7,26%       |
| неопредељени | неопредељени |             | 1           | 0,34%       |
| непознато    | непознато    |             | 2           | 0,69%       |
| укупно: 289  |              |             |             |             |